# Aralquilamina deshidrogenasa (azurina)
La aralquilamina deshidrogenasa (azurina) (EC 1.4.9.2) es una enzima que cataliza la siguiente reacción química:
Por lo tanto los tres sustratos de esta enzima son una amina aromática, agua, y una azurina que actúa como aceptor de electrones; mientras que sus tres productos son un aldehído aromático, amoníaco y la azurina reducida.

## Clasificación
Esta enzima pertenece a la familia de las oxidorreductasas, más específicamente a aquellas oxidorreductasas que actúan sobre grupos CH-NH
2 como dadores de electrones utilizando una cuproproteína como aceptor. 

## Nomenclatura
El nombre sistemático de esta clase de enzimas es aralquilamina:azurina oxidorreductasa (desaminadora); otros nombres por los cuales se la conoce son amina aromática deshidrogenasa, arilamina deshidrogenasa, y tiramina deshidrogenasa

## Estructura y función
Esta enzima es una quinoproteína que utiliza una quinona como cofactor como así también un grupo heme-c. Actúa sobre aminas aromáticas, y, más lentamente sobre aminas alifáticas de cadena larga, pero no sobre metilamina ni etilamina. La azurina puede ser reemplazada por el aceptor artificial fenazina metosulfato en los estudios in vitro.
Esta enzima participa en el metabolismo de la tirosina y la fenilalanina. Y resulta notable por su mecanismo químico, el cual se denomina efecto túnel de protones.